# František Kratochvíl
František Kratochvíl (* 5. září 1934 Praha - 17. září 2022 Praha) je český výtvarník, režisér a herec.
Vystudoval Akademii Výtvarných umění v Praze, obor monumentální sochařství v atelieru profesora Jana Laudy a v atelieru Vincence Makovského.

## Grafická tvorba
- r. 1970 – samostatná výstava – první erotická výstava v Praze „Cherchez la Femme“ – Československý spisovatel
- r. 1971 – San Francisco – samostatná výstava grafiky
- r. 1989 – Finsko – samostatná výstava grafiky
- další výstavy s souvislosti s divadelní činností

## Divadlo
V roce 1961 se stal spoluzakladatelem Černého divadla J.Srnce, kde působil jako herec, scenárista, režisér a výtvarník. Aktivně se účastnil po celém světě různých festivalů a samostatných turné.
- r. 1974 – oživil kresbu v divadle, televizi a filmu – techniku si nechal patentovat
- r. 1974 založil samostatné Černé divadlo Františka Kratochvíla – princip animace kresby (Divadlo Rokoko, Klub Alhambra, Divadlo Albatros, Reduta, Metro)- tvorba celovečerních představení včetně tvorby rekvizit

od roku 1974 pravidelná účast na divadelních festivalech a v divadlech po celém světě (opakovaně Brazílie, Kolumbie, Venezuela, Argentina, Mexiko, Thajsko, Malajsie, Kypr, Řecko, Švédsko, Norsko, Francie…)

## Televize
- spolupráce s ČT a Krátkým filmem v ČR (Studio Kamarád – 10 let vysílání pro děti, zábavné pořady, reklama)
- Rakousko – filmové zpracování celovečerního představení KLAUN
- NSR – Baden Baden – hudební pořad
- Lucembursko – účast v pořadu Eurovize – přímý přenos představení KŮŇ
- Finsko – 24 vánočních pohádek

## Tisk
Od roku 1974 spolupracuje s tiskovými medii v ČR (ilustrace, prezentace obrazů). V roce 2012 vydal knihu Cherchez la Femme – soubor 333 černobílých obrazů, aktů s příběhem.

## Ocenění
- 1980 Japonsko – Tokio – ocenění za výtvarnou činnost